# Leitzkau
Leitzkau – dzielnica miasta  Gommern w  Niemczech, w kraju związkowym Saksonia-Anhalt, w powiecie Jerichower Land.
Leitzkau zostało założone przez Słowian połabskich na terytorium  plemienia Morzyczan. W X-XI wieku stanowił punkt wypadowy wypraw niemieckich w głąb ziem słowiańskich. Ostatecznie opanowane przez Niemców na początku XII wieku. W latach 1138–39 biskup Wigger z Brandenburga założył w mieście klasztor premonastratensów, który przejściowo był rezydencją biskupów brandenburskich, przebywających tu do czasu ich powrotu do Brandenburg an der Havel.